# Branko Jovičić
Branko Jovičić (serb. cyr. Бранко Јовичић, ur. 18 marca 1993 w Rašce) – serbski piłkarz występujący na pozycji defensywnego pomocnika w rosyjskim klubie Urał Jekaterynburg oraz reprezentacji Serbii.

## Sukcesy

### Klubowe
FK Crvena zvezda
- Mistrz Serbii: 2017/2018, 2018/2019, 2019/2020